# Міжнародний день миру
Міжнаро́дний де́нь ми́ру (офіційними мовами ООН: англ. International Day of Peace, араб. اليوم العالمي للسلام, ісп. Día Internacional de la Paz, кит.: 国际和平日, рос. Международный день мира, фр. Journée internationale de la paix) встановлений резолюцією Генеральною Асамблеєю ООН від 30 листопада 1981 року. Початково відзначався в 3-й вівторок вересня; пізніше, резолюцією 55/282 від 7 вересня 2001 року Генеральна Асамблея ухвалила, що починаючи з 2002 року Міжнародний день миру буде щорічно відзначатися 21 вересня.
Асамблея заявила, що День Миру буде відзначатися як день глобального припинення вогню і відмовлення від насильства, запропонувавши всім державам і народам дотримувати припинення воєнних дій протягом цього дня.
Генеральна Асамблея закликала всіх держав-членів ООН, регіональні і неурядові організації й окремих людей відповідним чином відзначати День, у тому числі шляхом освіти й інформування громадськості, і співпрацювати з Організацією Об'єднаних Націй.
У центральних установах Організації Об'єднаних Націй цей День щорічно розпочинається спеціальною церемонією біля Дзвону миру. Дзвін Миру встановлений у західній частині саду, у дворі комплексу на газоні перед будівлею Секретаріату. Зазвичай о 10 год. 00 хв. за місцевим часом (14 год. 00 хв. по Гринвічу), Генеральний секретар Організації Об'єднаних Націй, перш ніж ударити у дзвін, виступає із спеціальним зверненням і закликає народи всього світу задуматися на мить над значенням миру для всіх людей. Після хвилини мовчання Голова Ради Безпеки також виступає із заявою від імені членів Ради.

## Хода Миру
У 1986 році в цей день з ініціативи філософа-миротворця Шрі Чінмоя вперше пройшла символічна Хода Миру.
Тепер щороку в Міжнародний День Миру ООН люди більш ніж у 100 містах по усьому світі беруть участь у Ході, висловлюючи безумовну підтримку Організації Об'єднаних Націй у її роботі, спрямованої на мир у всьому світі.
Учасники Ходи несуть прапори Організації Об'єднаних Націй чи своїх країн. Вони бачать у цьому можливість для людей усіх національностей, культур і ідеологій сконцентруватися на якостях людського духу, що формують основу для встановлення міцного миру.
Хода Миру — це можливість для людей усіх національностей, культур та ідеологій виразити готовність об'єднати зусилля для встановлення міцного миру. У 2004 році Хода Миру пройшла в 110 містах 25 країн на 5
континентах.
Організаторами Ходи Миру є неурядові організації разом з організацією «The Peace Meditation at the United Nations» — групою, що складається з її представників і співробітників ООН.

## Міжнародний день миру 2014
У 2014 році у багатьох містах світу Хода миру була присвячена миру в Україні, протестам проти війни на сході України. Із зверненням до нації звернулися українські політики. Громадські організації закликали провести у Києві ходу миру 19 та 21 вересня.
Всеукраїнська акція «День миру in UA 2017» відбулася у 32 містах по всій Україні.